# دیوار به دیوار
دیوار به دیوار، مجموعه تلویزیونی ایرانی به کارگردانی سامان مقدم است که در نوروز ۱۳۹۶ از شبکه سه، پخش شد. فصل دوم آن نیز در سال ۱۳۹۷، پخش شد. داستان آن در مورد پنج خانواده است که پیش از این، هیچ آشنایی با یکدیگر نداشته‌اند و در یک روز، بنا به اتفاقی، مجبور می‌شوند با هم زندگی کنند. بازیگران این سریال، فرهاد آئیش، ویشکا آسایش، رویا تیموریان، پژمان جمشیدی، آزاده صمدی، گوهر خیراندیش، حسن زارعی، امیرمهدی ژوله و علی شادمان هستند.

## داستان
این سریال روایتگر داستان مالباختگانی است که مجبور می‌شوند مدتی در یک خانه با هم زندگی کنند. پژمان جمشیدی در آن نقش یک راننده تاکسی فرودگاه را بازی می‌کند که یک زن پا به ماه دارد. نقش این زن را آزاده صمدی بازی می‌کند.

## بازیگران

### بازیگران اصلی
| بازیگر         | شخصیت                            | نقش                                              | توضیحات بیشتر                            |
| -------------- | -------------------------------- | ------------------------------------------------ | ---------------------------------------- |
| فرهاد آئیش     | سرهنگ اردشیر دلپاک               | پدر کیان و همسر دوم پوران                        | سرهنگ چترباز بازنشسته                    |
| ویشکا آسایش    | پارمیدا (خاور) گلچین خاتون آبادی | خواهر زامیاد و نیسان و در فصل ۲ نامزد نادر مشیری | فروشنده اجناس دست دوم                    |
| رؤیا تیموریان  | پوران ابریشمی                    | همسر دوم اردشیر                                  |                                          |
| پژمان جمشیدی   | بهرام رضایی                      | همسر مهناز                                       | راننده تاکسی خط فرودگاه                  |
| آزاده صمدی     | مهناز مسگرزاده                   | همسر بهرام                                       | کارمند فدراسیون فوتبال                   |
| گوهر خیراندیش  | مهری                             | همسر شاهرخ، مادر آرمان و آتوسا                   | مدیر کترینگ مامان مهری                   |
| حسن زارعی      | شاهرخ خلیل‌زاده                   | همسر مهری و پدر آرمان و آتوسا                    | حسابدار/کارمند                           |
| امیر مهدی ژوله | زامیاد گلچین خاتون آبادی         | برادر پارمیدا و نیسان                            | عاشق کیان                                |
| علی شادمان     | آرمان خلیل‌زاده                   | پسر شاهرخ و مهری، برادر آتوسا                    | در فصل دوم سرباز                         |
| یاسمینا باهر   | آتوسا خلیل‌زاده                   | دختر شاهرخ و مهری، خواهر آرمان                   | برندهٔ مدال طلا در المپیاد                |
| مهسا طهماسبی   | کیان دلپاک                       | دختر اردشیر                                      | علاقه‌مند به تیراندازی                    |
| سام نوری       | نادر مشیری                       | نامزد پارمیدا، پدر دانیال                        | مهندس ساختمان‌ها، صاحب خانه تک زنگ ویلایی |
| مجید شهریاری   | آقای مسگرزاده                    | پدر مهناز و پدرزن بهرام                          |                                          |
| مهوش وقاری     | خانم مسگرزاده                    | مادر مهناز و مادرزن بهرام                        |                                          |
| دیاکو الوند    | دانیال مشیری                     | پسر نادر                                         |                                          |

### نقش مهمان
- اسدالله یکتا
- محمدرضا صولتی در نقش استاد فرضی
- کامران دهقان در نقش قاضی (قسمت ۱)
- سحر آربین (قسمت ۶)
- صمد پرویسی (قسمت ۶)
- علی رضایی (قسمت ۶)
- شمسی فضل‌اللهی در نقش مادربزرگ کیان و مادر زن اردشیر (قسمت ۱۱ و ۱۲)
- محمد سیفی (قسمت ۲۰)
- پیام اینالویی در نقش آتش‌افروز (قسمت ۲۰، ۲۱ و ۲۲)
- اشپیتیم آرفی در نقش اشپیتیم آرفی (قسمت ۲۰، ۲۱ و ۲۲)
- همایون ارشادی در نقش وکیل توانگر (قسمت ۲۴)
- نسیم ادبی در نقش نازیلا (قسمت ۳۱ و ۳۲)
- جلال فاطمی در نقش توانگر (قسمت ۳۴ و ۳۵)
- علی رضا نیکو در نقش مهیار؛ خواستگار کیان (قسمت ۳۴ و ۳۵)
- جواد عسگری در نقش چوپرا؛ مسافر هندی (قسمت ۴۵ و ۴۶)

## موسیقی متن
| شماره | نام                               | خواننده       | مدت  |
| ----- | --------------------------------- | ------------- | ---- |
| ۱.    | «دیوار به دیوار» (تیتراژ ابتدایی) | میلاد درخشانی | ۲:۳۵ |
| ۲.    | «دیوار به دیوار» (تیتراژ پایانی)  | مهرداد یکتا   | ۲:۴۹ |

## جوایز و نامزدها
| ۱۳۹۷ | هجدهمین جشن حافظ |                                  |                 |          |
| ۱۳۹۷ | هجدهمین جشن حافظ | بهترین مجموعه تلویزیونی          | حمید رحیمی نادی | نامزدشده |
| ۱۳۹۷ | هجدهمین جشن حافظ | بهترین کارگردانی تلویزیونی       | سامان مقدم      | نامزدشده |
| ۱۳۹۷ | هجدهمین جشن حافظ | بهترین بازیگر مرد کمدی تلویزیونی | پژمان جمشیدی    | نامزدشده |
| ۱۳۹۷ | هجدهمین جشن حافظ | بهترین بازیگر زن کمدی تلویزیونی  | یاسمینا باهر    | نامزدشده |
| ۱۳۹۷ | هجدهمین جشن حافظ | بهترین بازیگر زن کمدی تلویزیونی  | رؤیا تیموریان   | نامزدشده |
| ۱۳۹۷ | هجدهمین جشن حافظ | بهترین بازیگر زن کمدی تلویزیونی  | گوهر خیراندیش   | نامزدشده |
| ۱۳۹۷ | هجدهمین جشن حافظ | بهترین بازیگر زن کمدی تلویزیونی  | آزاده صمدی      | نامزدشده |

## فصل ۲
فصل دوم دیوار به دیوار به کارگردانی سامان مقدم در نوروز ۱۳۹۷ از شبکه سه سیما پخش شد. پخش فصل قبلی در نوروز سال ۱۳۹۶ سبب شد تا بیشترین میزان رضایتمندی را با ۶۱ درصد آراء از مخاطبان سریال‌های نوروزی سال گذشته به دست‌آورد و دست‌اندرکاران سریال و مسئولان شبکه سه را به این جمع‌بندی رساند که فصل جدید را برای نوروز ۱۳۹۷ سفارش دهند.

## پربیننده‌ترین سریال نوروز ۹۶
دیوار به دیوار با درصد بالایی از رضایت مندی مخاطب توانسته در صدر سریال‌های منتخب از نگاه بینندگان باشد. با پایان نظرسنجی خبرگزاری صبا در خصوص انتخاب بهترین سریال تلویزیونی در ایام عید نوروز از نظر کاربران سایت و شبکه‌های اجتماعی این خبرگزاری، دیوار به دیوار با کسب ۶۱ درصد آرا، بهترین سریال پخش شده تلویزیون در ایام نوروز ۱۳۹۶ است.